# ميلوسلاف بينر
ميلوسلاف بينر (بالتشيكية: Miloslav Penner)‏ هو لاعب كرة قدم تشيكي في مركز الدفاع، ولد في 5 سبتمبر 1972 في أوهرسكه هراديشتيه في جمهورية التشيك، وتوفي في 31 يناير 2020. لعب مع نادي بريبرام.

## وصلات خارجية
- ميلوسلاف بينر على موقع Soccerway.com (الإنجليزية)
- ميلوسلاف بينر على موقع عالم كرة القدم.نت (الإنجليزية)